# Dortmund-Wickede (przystanek kolejowy)
Dortmund-Wickede – przystanek kolejowy w Dortmundzie, w kraju związkowym Nadrenia Północna-Westfalia, w Niemczech. Znajdują się tu 2 perony.